# MPL 16
Le MPL 16 est un métro sur pneumatiques automatique conçu par Alstom pour le métro de Lyon.
Le nom du matériel vient du sigle accolé à la date de commande du matériel : Métro Pneus Lyon 2016.

## Histoire
Avec la coopération de l'entreprise ACC M de Clermont-Ferrand, spécialisée dans la rénovation de matériel roulant (elle a notamment rénové les rames du tramway de Grenoble[réf. nécessaire]), il est décidé qu'une rame MPL 75, en service sur la ligne depuis 35 ans à cette époque, soit envoyée à Clermont-Ferrand pour y être automatisée.
Les rames ainsi automatisées n'auraient pu circuler de façon entièrement autonome : la présence d'un agent par rame aurait malgré tout été nécessaire.
Le diagnostic d'ACC M est sans appel : l'opération répétée sur les 32 rames du parc roulant n'est pas envisageable. La rame qui était partie revient donc à Lyon, et le projet patine.
Il faudra attendre quelques mois pour que le SYTRAL, dans le cadre du projet Avenir Métro, annonce qu'il va commander de nouvelles rames de métro sur pneus à pilotage automatique intégral pour les lignes B et D du réseau.

### En remplacement des rames MPL 75 de la ligne B
Le projet Avenir Métro prévoyait l'automatisation intégrale et le renouvellement du matériel roulant de la ligne B du métro de Lyon.
Les rames MPL 75 qui ont été libérées par la ligne B ont été redéployées en partie sur la ligne A en renfort des autres MPL 75 qui circulent déjà sur cette ligne. Certaines rames seront mises au rebut car en surnombre (celle ne disposant pas d'imposte ouvrante),.La commande ferme du SYTRAL prévoyait la livraison de 30 rames. 22 ont été livrées de 2019 à 2022 (701-702 à 743-744). En 2022, une tranche optionnelle de 6 rame supplémentaires pour atteindre un parc de 36 rames. Les 14 rames restantes sont livrées entre 2023 et 2025.
Prévu à partir de la fin 2021, le retrait des rames MPL 75 du service sur la ligne B pour y être remplacées par les MPL 16 a eu lieu en juin 2022.
Tout comme la ligne D, la ligne B ne comporte pas de portes palières mais des barrières immatérielles de sécurité en bord de quai[Quoi ?] pour couper automatiquement le trafic ainsi que le courant circulant dans les barres de guidage en cas de chute d'une personne.

### Sur la ligne D
Selon le plan avenir métro de 2023-2035, les rames MPL 16 de la ligne B seront transférées sur la ligne D en 2038 en remplacement des MPL85,.

### Pilotage automatique
Les rames MPL 16 sont dotées d'un système de pilotage automatique intégral, Urbalis 400, conçu et fabriqué par Alstom sur les sites de Villeurbanne et Saint-Ouen.

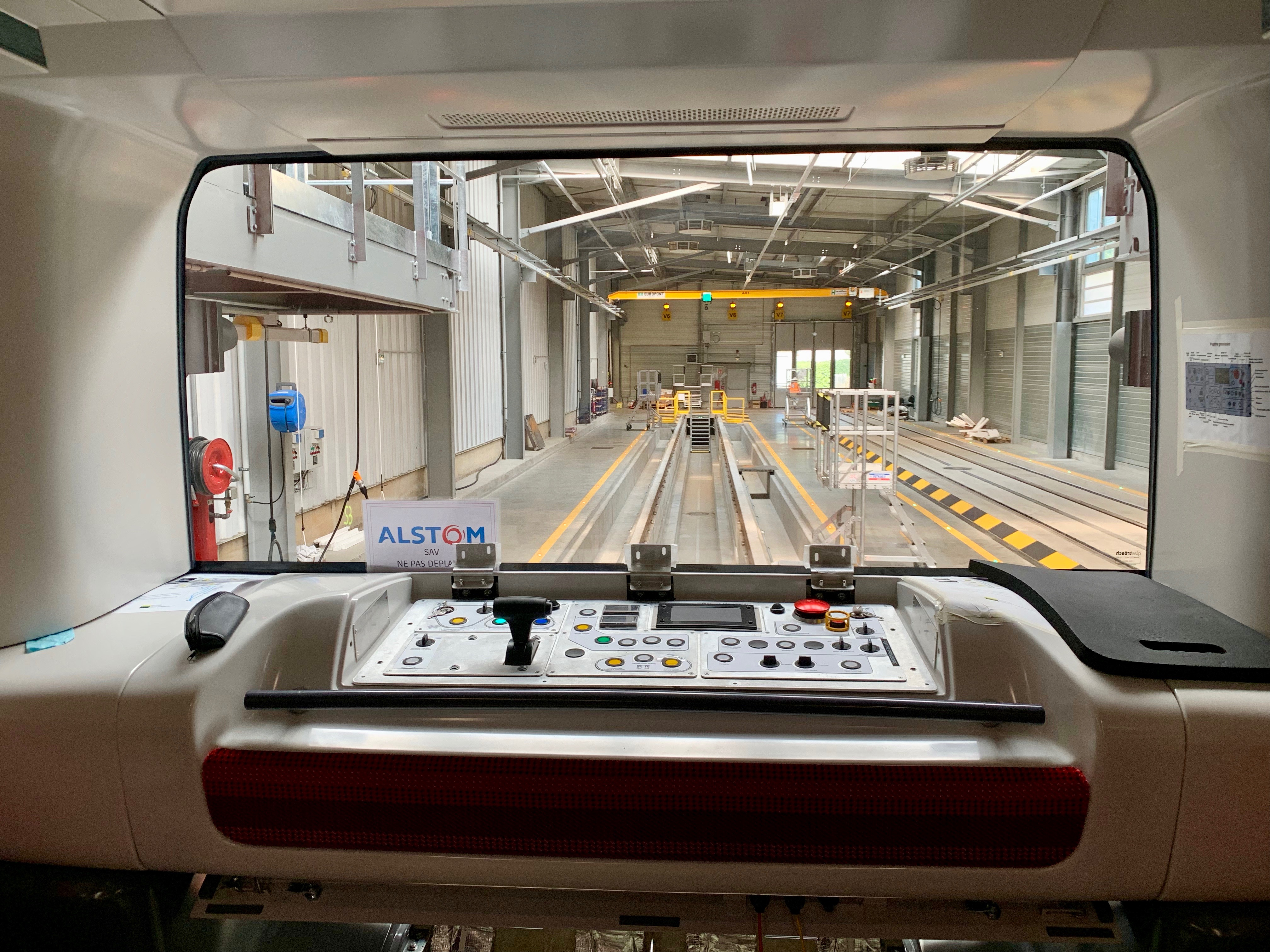
Pupitre provisoire de pilotage des rames MPL 16.

Chaque motrice dispose d'un pupitre de secours dissimulé à chaque extrémité de la rame. Ces pupitres (verrouillés en temps normal) sont utilisés en cas de panne du système de pilotage automatique et pour déplacer les rames au dépôt. Ces derniers servent également à acheminer les rames du dépôt de la Poudrette situé à Vaulx-en-Velin jusqu'au début de la ligne B à la station Charpennes, car la portion de la ligne A empruntée n'est pas équipée de barrières immatérielles de sécurité ni de pilotage automatique compatible MPL 16.

### Livraison du matériel

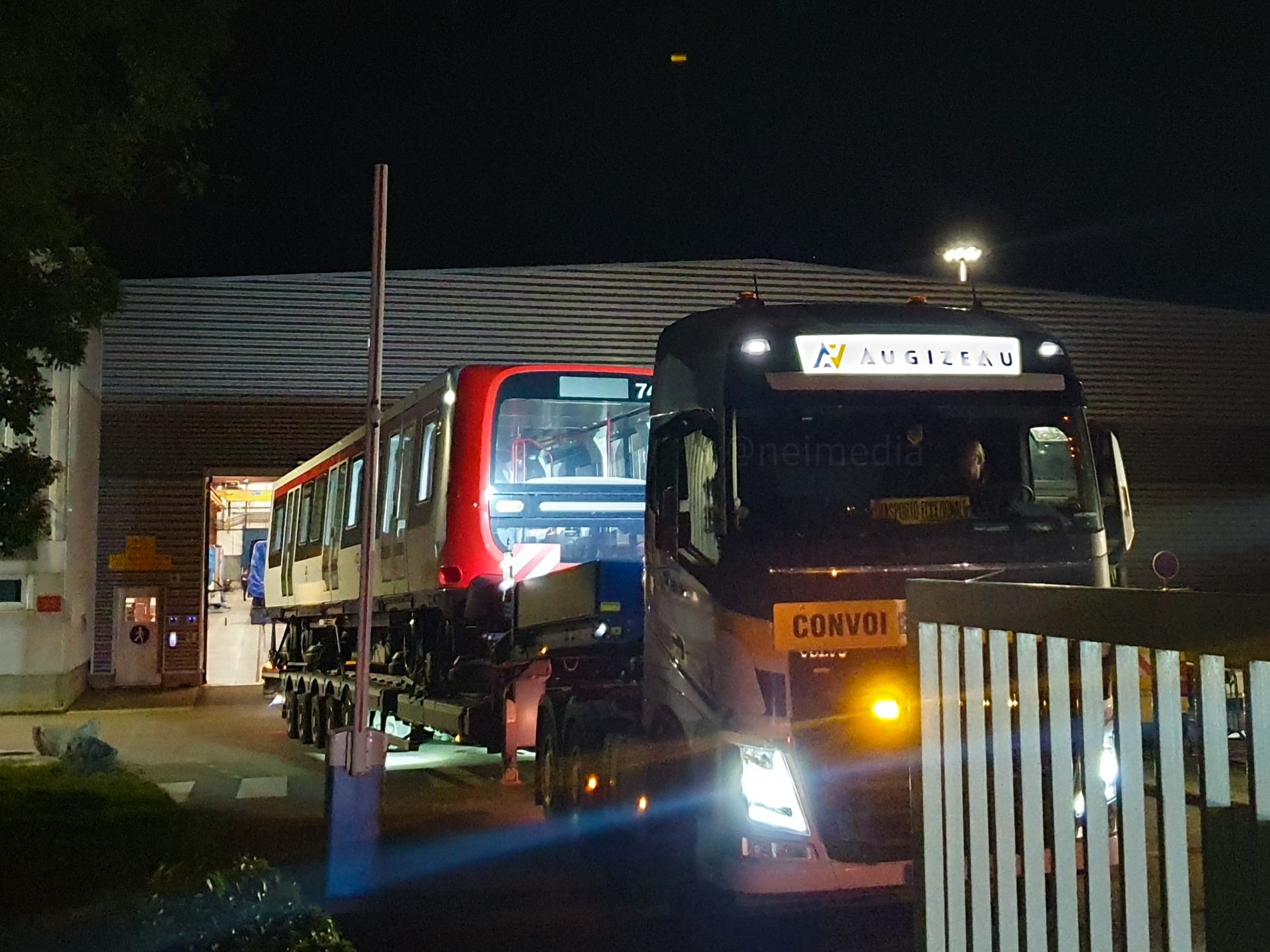
Réception de la rame no 741-742 aux ateliers de la Poudrette, le 30 septembre 2021.

Les rames MPL 16 sont acheminées par convoi exceptionnel depuis les ateliers d'Alstom de Valenciennes jusqu'aux ateliers de maintenance de la Poudrette à Vaulx-en-Velin. La première rame est livrée le 25 avril 2019, tandis que la dernière devrait arriver en 2025.

## Liste des rames MPL 16

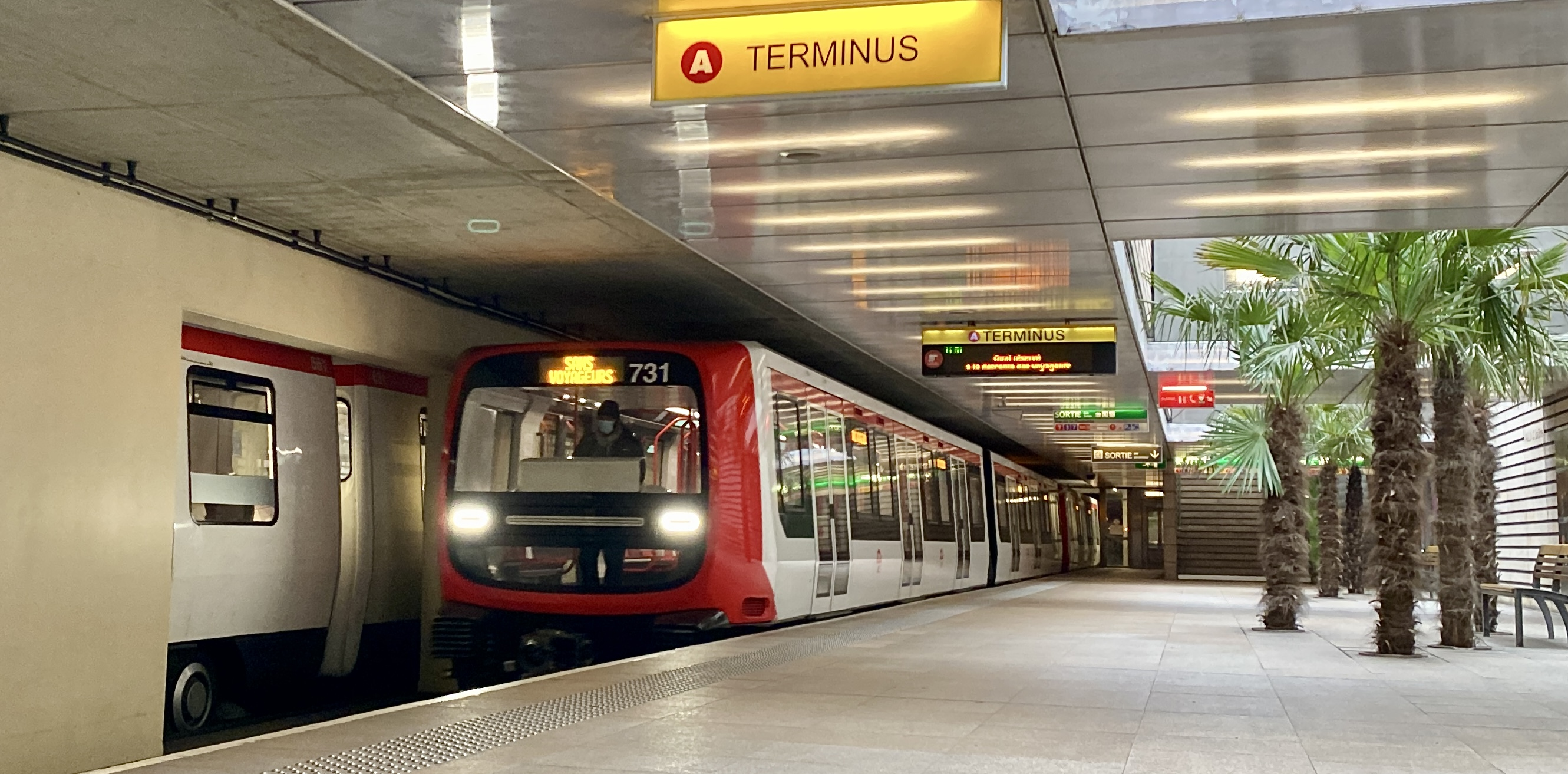
Unité multiple composée des rames no 731-732 et no 741-742 à la station Vaulx-en-Velin - La Soie, en acheminement entre la ligne B et les ateliers de la Poudrette lors des essais avant la mise en service.

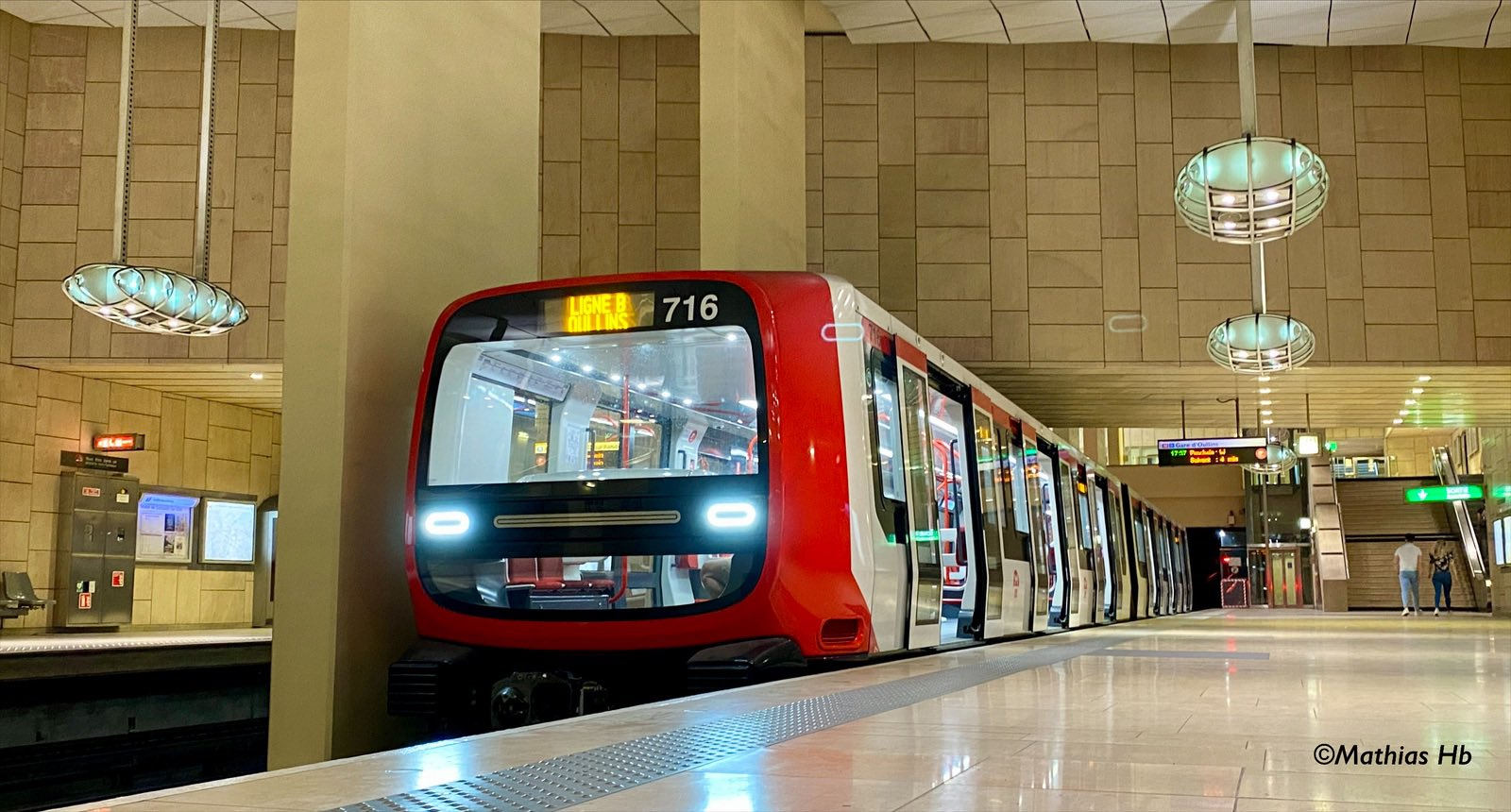
Rame no 715-716 à la station Stade de Gerland – Le LOU.

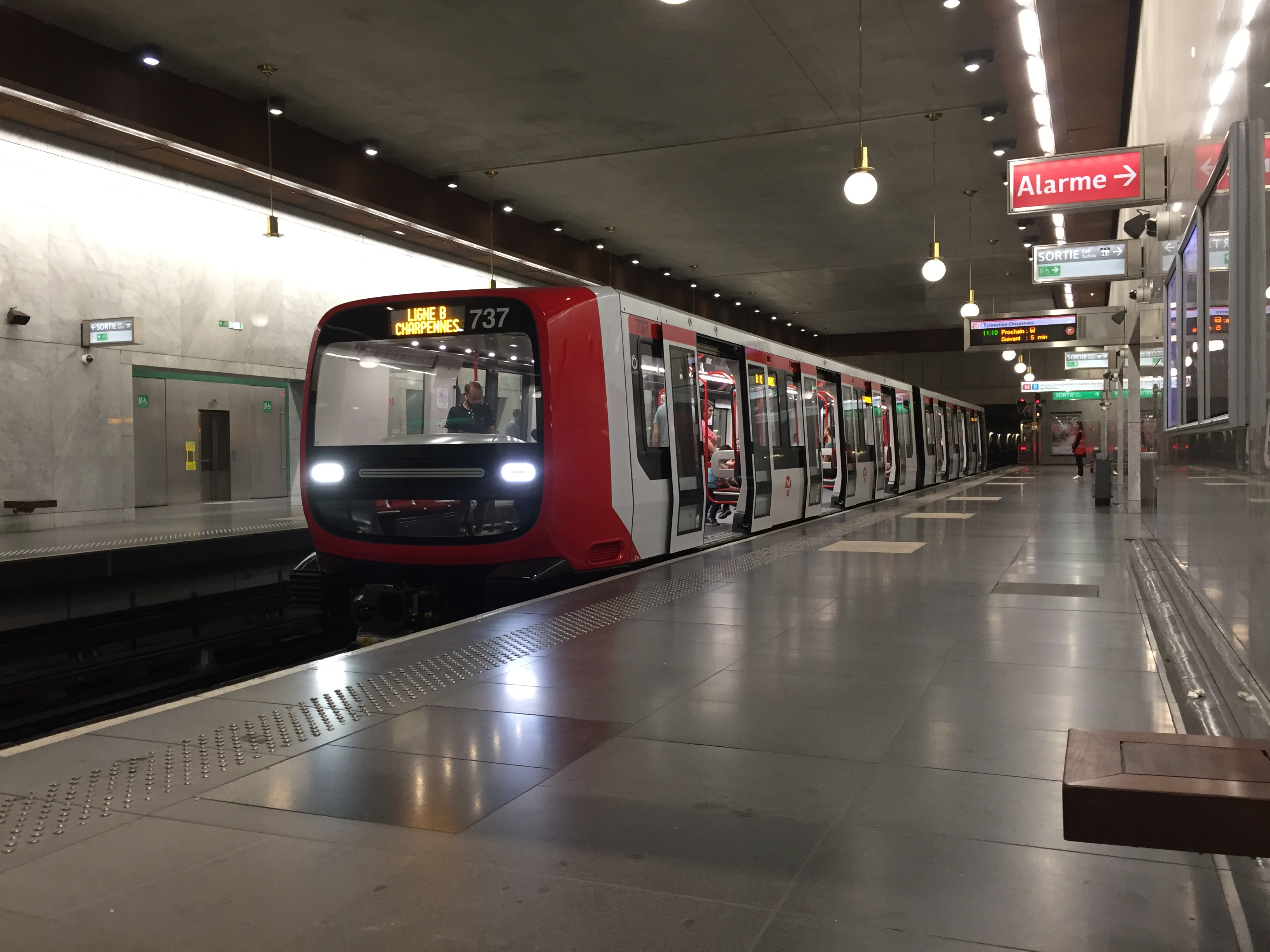
Rame no 737-738 à la station Gare d'Oullins le 29 mai 2022.

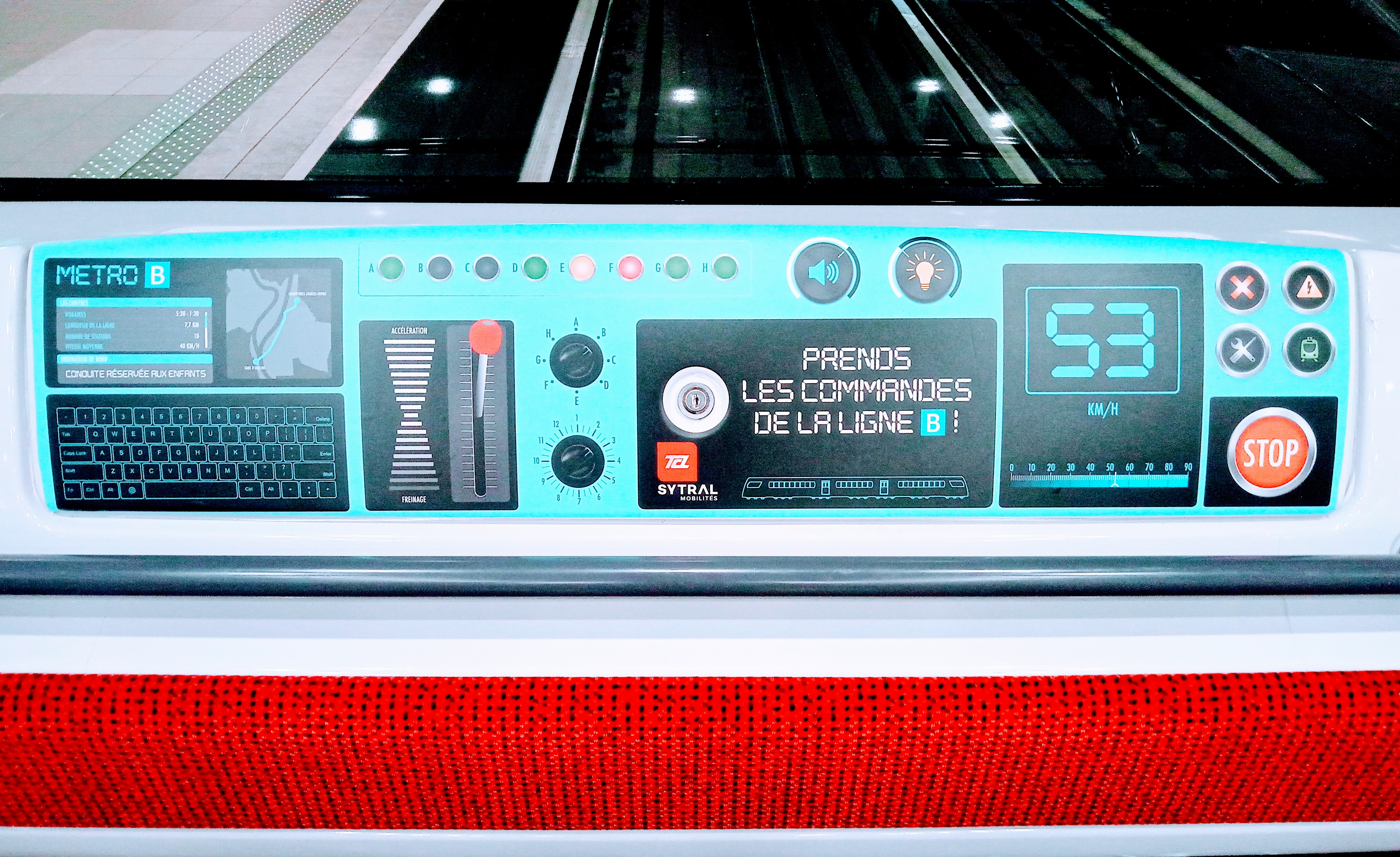
Faux poste de pilotage pour les enfants dans une rame à la station Place Jean Jaurès.

| Ordre de fabrication | Numérotation SYTRAL | Mise en service | Ligne                   | Particularité |
| -------------------- | ------------------- | --------------- | ----------------------- | ------------- |
| 1                    | 701-702             | 13/01/2022      | Métro de Lyon · Ligne B |               |
| 2                    | 703-704             | 25/04/2019      | Métro de Lyon · Ligne B |               |
| 3                    | 705-706             | 21/04/2022      | Métro de Lyon · Ligne B |               |
| 4                    | 707-708             | 19/09/2019      | Métro de Lyon · Ligne B |               |
| 5                    | 709-710             | 21/11/2019      | Métro de Lyon · Ligne B |               |
| 6                    | 711-712             | 06/02/2020      | Métro de Lyon · Ligne B |               |
| 7                    | 713-714             | 08/07/2021      | Métro de Lyon · Ligne B |               |
| 8                    | 715-716             | 30/07/2020      | Métro de Lyon · Ligne B |               |
| 9                    | 717-718             | 27/08/2020      | Métro de Lyon · Ligne B |               |
| 10                   | 719-720             | 15/10/2020      | Métro de Lyon · Ligne B |               |
| 11                   | 721-722             | 06/11/2020      | Métro de Lyon · Ligne B |               |
| 12                   | 723-724             | 03/12/2020      | Métro de Lyon · Ligne B |               |
| 13                   | 725-726             | 25/03/2021      | Métro de Lyon · Ligne B |               |
| 14                   | 727-728             | 17/12/2020      | Métro de Lyon · Ligne B |               |
| 15                   | 729-730             | 19/02/2021      | Métro de Lyon · Ligne B |               |
| 16                   | 731-732             | 11/03/2021      | Métro de Lyon · Ligne B |               |
| 17                   | 733-734             | 29/04/2021      | Métro de Lyon · Ligne B |               |
| 18                   | 735-736             | 15/04/2021      | Métro de Lyon · Ligne B |               |
| 19                   | 737-738             | 10/06/2021      | Métro de Lyon · Ligne B |               |
| 20                   | 739-740             | 24/06/2021      | Métro de Lyon · Ligne B |               |
| 21                   | 741-742             | 30/09/2021      | Métro de Lyon · Ligne B |               |
| 22                   | 743-744             | 04/08/2021      | Métro de Lyon · Ligne B |               |
| 23                   | 745-746             | 13/07/2023      | Métro de Lyon · Ligne B |               |
| 24                   | 747-748             | 27/07/2023      | Métro de Lyon · Ligne B |               |
| 25                   | 749-750             | 28/09/2023      | Métro de Lyon · Ligne B |               |
| 26                   | 751-752             | 19/10/2023      | Métro de Lyon · Ligne B |               |
| 27                   | 753-754             | 16/11/2023      | Métro de Lyon · Ligne B |               |
| 28                   | 755-756             | 30/11/2023      | Métro de Lyon · Ligne B |               |
| 29                   | 757-758             | 23/05/2024      | Métro de Lyon · Ligne B |               |
| 30                   | 759-760             | 04/07/2024      | Métro de Lyon · Ligne B |               |
| 31                   | 761-762             | 25/07/2024      | Métro de Lyon · Ligne B |               |
| 32                   | 763-764             | 10/10/2024      | Métro de Lyon · Ligne B |               |
| 33                   | 765-766             | 31/10/2024      | Métro de Lyon · Ligne B |               |
| 34                   | 767-768             | 23/01/2025      | Métro de Lyon · Ligne B |               |
| 35                   | 769-770             | 20/02/2025      | Métro de Lyon · Ligne B |               |
| 36                   | 771-772             | 17/04/2025      | Métro de Lyon · Ligne B |               |

## Conception
Le design du MPL 16 est confié à l'agence lyonnaise 10-6 Design, qui a également conçu les courbes du Renault Scénic IV, ou du futur TGV américain en partenariat avec Alstom.

## Maintenance

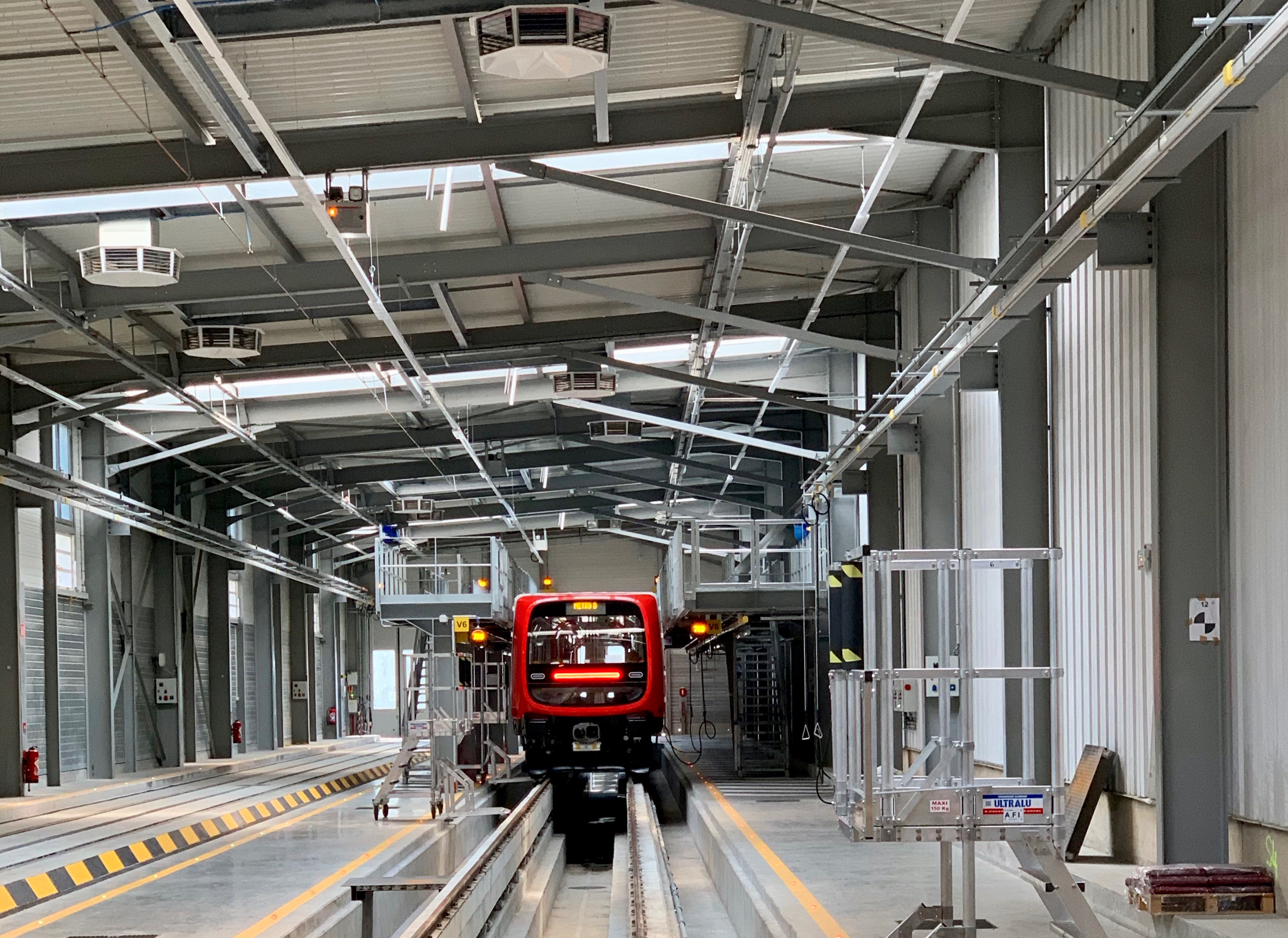
Rame MPL 16 sur la voie 6 des ateliers de La Poudrette

Les rames MPL 16 sont entretenues aux ateliers de la Poudrette à Vaulx-en-Velin.
Des travaux d'infrastructure ont eu lieu entre 2017 et 2019 afin d'aménager deux voies d'atelier supplémentaires. Ces voies permettent notamment d'entretenir les ventilations réfrigérées, qui ne sont pas présentes sur les métros de type MPL 75.
Les pneumatiques du MPL 16 diffèrent de ceux des séries antérieures, mais sont très similaires visuellement de ceux des MP 89, MP 05 et MP 14 du métro de Paris. La chaîne de traction est également identique à celle du MP 14 parisien, ce qui explique le bruit de roulement proche entre ces deux types de matériel.